# National Defense Reserve Fleet

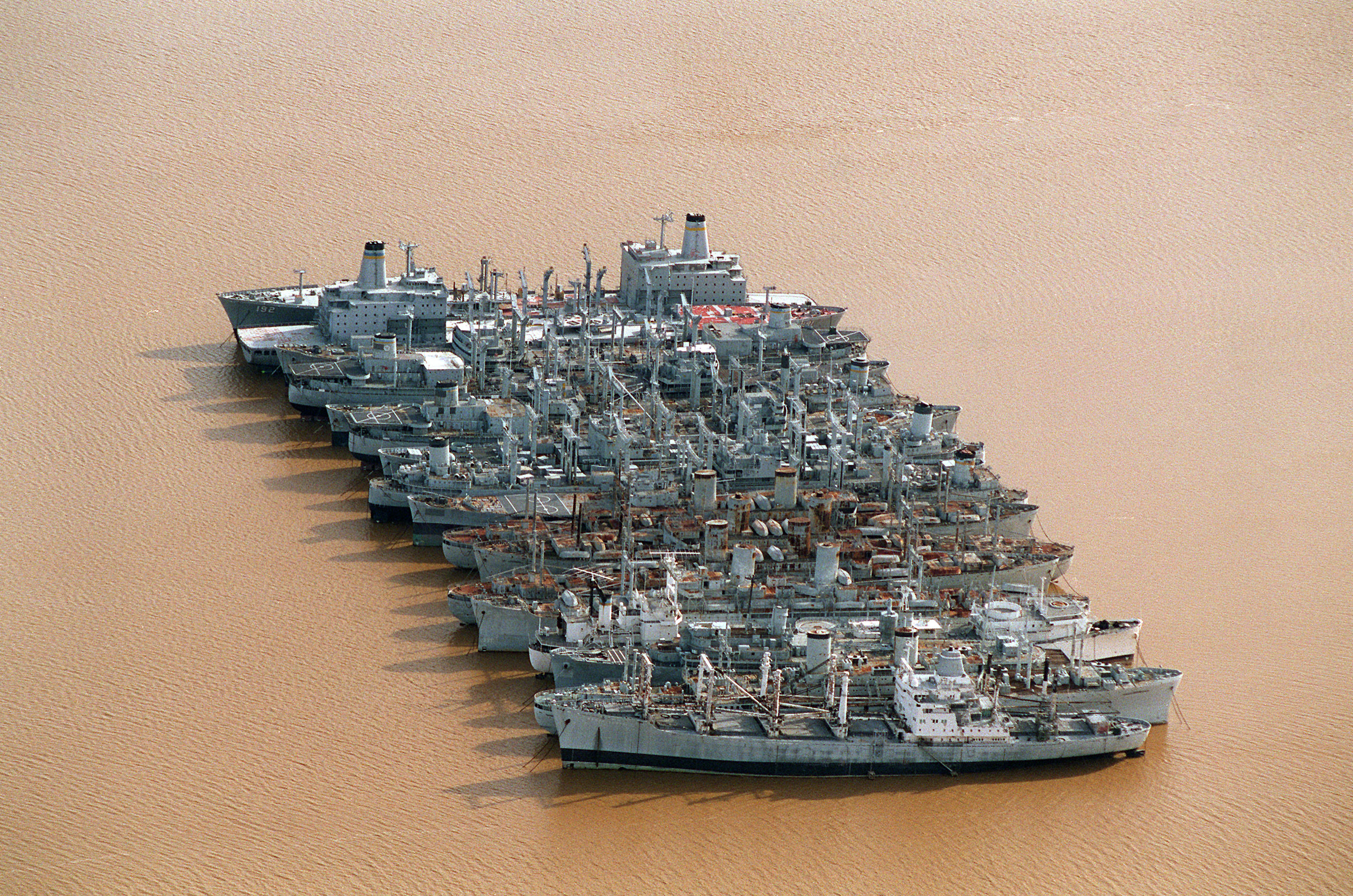
Un des mouillages de la James River.

Aux États-Unis, la National Defense Reserve Fleet (NDRF) est une réserve de navires utilisables pour la défense du pays ou pour une situation d'urgence nationale. C'est une entité distincte de l'United States Navy reserve fleets, qui ne comprend elle que des navires de guerre. La NDRF dépend de l'United States Maritime Administration, une agence du département des Transports des États-Unis. Elle est principalement constituée de navires marchands mais aussi de quelques navires de guerre. Les navires marchands peuvent être opérationnels dans un délai de 20 à 120 jours pour toute situation d'urgence, militaire ou non, comme une crise commerciale du transport maritime.
La NDRF a été créée par la section 11 du Merchant Ship Sales Act de 1946. La flotte à son plus haut, en 1950, comprenait 2 277 navires en réserve. En juillet 2007, elle ne comprenait que 230 navires, principalement des navires cargos et quelques pétroliers, navires auxiliaires militaires et d'autres types de navire.
Les navires de la NDRF se trouvent au début du XXIe siècle dans la James River, à la Beaumont Reserve Fleet à Beaumont (Texas) et à Suisun Bay en Californie, regroupés autour de points de mouillage. D'autres mouillages existaient auparavant à Stony Point à New York, Wilmington (Caroline du Nord), Mobile (Alabama), Astoria (Oregon) et Olympia (Washington).
Une composante au sein de NDRF fut créée en 1976 pour pouvoir fournir un déploiement rapide d'équipements militaires qui sera plus tard plus connue sous le nom de Ready Reserve Force, comprenant[Quand ?] 72 navires. 28 navires supplémentaires sont gérés par l'United States Maritime Administration (MARAD) pour une mise à disposition (à prix coutant) à d'autres agences gouvernementales, dont le vénérable (1943) cuirassé de USS Iowa au mouillage à Suisun Bay.

## Surnom
Pour tous les marins américains la dénomination informelle (et quelque peu condescendante) de la flotte nationale de réserve de défense est : Mothball Fleet - Littéralement la "flotte de boules de naphtaline" . Il existe même un verbe passif (to mothball -naphtaliner) pour désigner la mise en réserve avec désarmement partiel d'un navire de guerre en attendant soit la démolition, soit la remise en service (comme par exemple pour le vieux cuirassé USS Missouri, datant de la seconde Guerre Mondiale, brièvement remis en service lors de la Guerre du Golfe de 1991).